# サイドウォークスルー
サイドウォークスルー（side walk through）は、自動車の室内にて左右席の移動がしやすいように配慮されたデザインのもの。後席はもちろんのこと、一般的にはフラットなフロアとコラムシフトによって運転席と助手席の間を簡単に移動できるようにしたもののことを指す。
これによって、例えば助手席側のドアから運転席に乗り込むということが可能になった。